# Contea di Franklin (Massachusetts)
La contea di Franklin, Franklin County in inglese, è una contea dello Stato del Massachusetts negli Stati Uniti d'America. La contea, posta nella parte nord-occidentale dello Stato, ha come capoluogo Greenfield.
La popolazione al censimento del 2000 era di 71 535 abitanti, 71 778 secondo una stima del 2009.
Come per altre contee del Massachusetts dal 1997 la contea di Franklin esprime solo una regione storico-geografica, essendo tutte le funzioni amministrative passate ad altre agenzie dello Stato del Massachusetts.

## Geografia fisica
La contea confina a nord con la contea di Windham del Vermont, a nord-est con la contea di Cheshire del New Hampshire, a est con la contea di Worcester, a sud con la contea di Hampshire ed a ovest con quella di Berkshire.
Il territorio è prevalentemente collinare con la maggiore area pianeggiante posta a sud-est. La contea è attraversata da nord a sud dal fiume Connecticut che forma un'ampia vallata. Da occidente il Connecticut riceve il fiume Deerfield, nei pressi di Greenfield. Da est l'affluente principale del Connecticut è il fiume Millers. All'estremo est, al confine con le contee di Worcester e di Hampshire, si stende la Quabbin Reservoir, il lago più grande del Massachusetts.
La contea è poco abitata e Greenfield è la città più popolosa. Altri centri sono Montague, Orange e Millers Falls.

## Storia
I nativi Pocumtuc si scontrarono con i coloni europei in quest'area circa tra il 1670 e il 1735. La contea fu creata nel 1811 e deve il suo nome a Benjamin Franklin.

## Comuni
- Ashfield - town
- Bernardston - town
- Buckland - town
- Charlemont - town
- Colrain - town
- Conway - town
- Deerfield - town
- Erving - town
- Gill - town
- Greenfield - city
- Hawley - town
- Heath - town
- Leverett - town

- Leyden - town
- Monroe - town
- Montague - town
- New Salem - town
- Northfield - town
- Orange - town
- Rowe - town
- Shelburne - town
- Shutesbury - town
- Sunderland - town
- Warwick - town
- Wendell - town
- Whately - town

### Census-designated place
- South Deerfield - nel territorio di Deerfield
- Millers Falls - nel territorio di Montague
- Turners Falls - nel territorio di Montague
- Shelburne Falls - nel territorio di Shelburne